# 贾纳克普尔罗阿德
贾纳克普尔罗阿德（Janakpur Road），是印度比哈尔邦Sitamarhi县的一个城镇。总人口13341（2001年）。

## 人口
该地2001年总人口13341人，其中男性7114人，女性6227人；0—6岁人口2261人，其中男1220人，女1041人；识字率64.07%，其中男性为71.86%，女性为55.18%。